# Luchtwachttoren 6H3 - Oudemirdum
De Luchtwachttoren van Oudemirdum is een luchtwachttoren (postnummer 6H3) die in 1953 werd gebouwd voor het Korps Luchtwachtdienst (KLD).

## Beschrijving
Over heel Nederland werden in de jaren vijftig deze betonnen uitkijktorens van het Korps Luchtwachtdienst (KLD) gebouwd, bedoeld om laagvliegende vliegtuigen waar te nemen, die lager vlogen dan de radar kon waarnemen. De torens werden volgens een standaard ontwerp gebouwd op plaatsen waar geen bestaand hoog gebouw beschikbaar was om een post op in te richten. In totaal zijn er 138 luchtwachttorens gebouwd, verreweg de meeste waren betonnen raatbouwtorens zoals deze.
Nadat het KLD werd opgeheven werden de meeste torens wegens overbodigheid gesloopt. Ook in Friesland stonden er een aantal, maar alleen de toren van Oudemirdum is bewaard gebleven. Deze luchtwachttoren is gebruikt tot 1968, het jaar waarin het Korps Luchtwachtdienst ook in de noordelijke regio’s definitief is opgeheven. Daarna is de toren nog een tijd gebruikt door de BB (Bescherming Bevolking), vooral om spullen op te slaan. De toren, die particulier bezit is, werd in 1992 gerestaureerd.
De toren is gebouwd van prefab betonnen raatbouwelementen. De toren is van het type 12,78 (totale hoogte 14,30 m). Boven op de toren is het uitkijkplatform, dat bestaat uit een open ruimte van 3 bij 3 meter met een 1,5 meter hoge borstwering. Op de borstwering staan nummers geschilderd als hulpmiddel bij de oriëntatie. De toren vormde een driehoek (luchtwachtkring) met de inmiddels verdwenen luchtwachttorens in Molkwerum en Woudsend. De waargenomen vliegtuigen werden doorgegeven aan het luchtwachtcentrum in Leeuwarden.
De toren staat ter camouflage in de bosrand van het Jolderenbos aan het Huningspaed in Oudemirdum, zo viel hij vanuit de lucht minder op. De toren staat op een heuvel van ongeveer 12 meter hoog (vlak bij het hoogste punt van Gaasterland), zodat de ooghoogte van een persoon op de toren ruim 26 meter boven het maaiveld is. Inmiddels is het bos hoger geworden dan de luchtwachttoren.

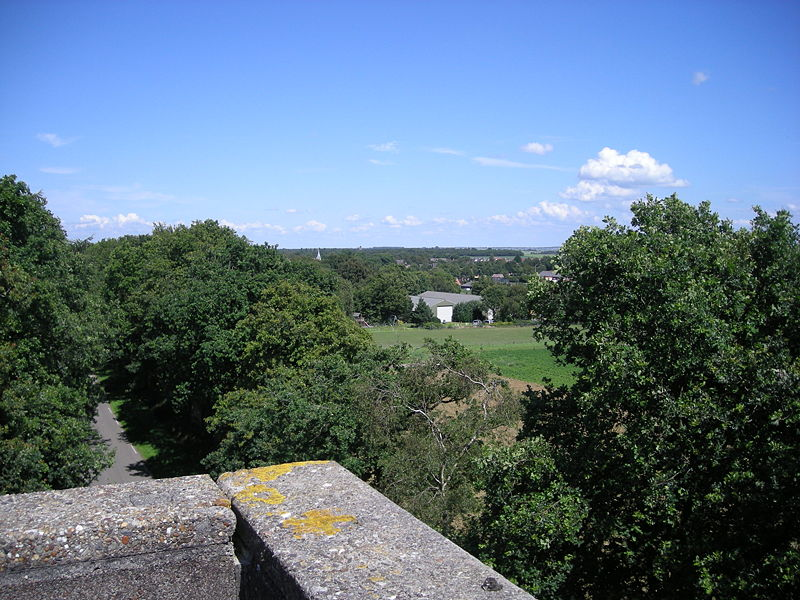
Uitzicht (oost) op Oudemirdum
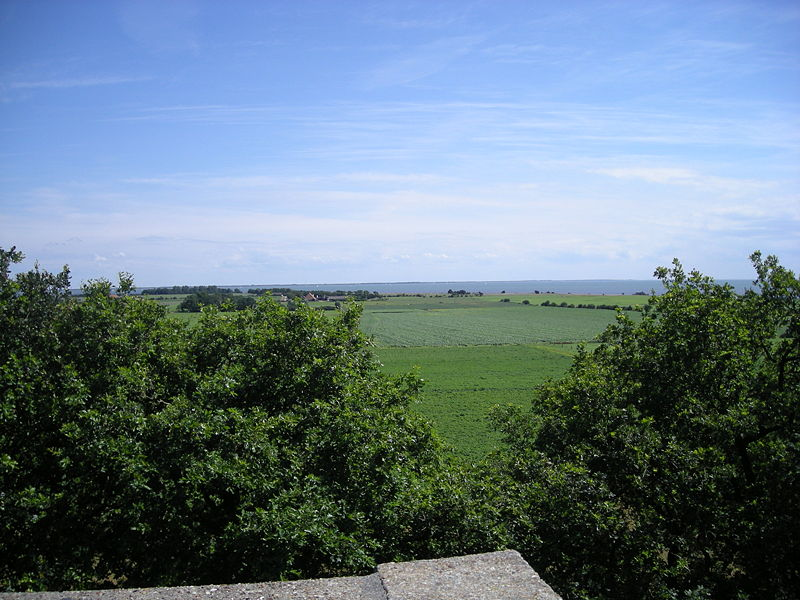
Uitzicht (zuid) op IJsselmeer